# Popils
Popils, i Europa känt som Popils The Blockbusting Challenge och i Japan känt som Magical Puzzle Popils (マジカルパズル・ポピルズ?), är ett pussel-plattformsspel utgivet av Sega Game Gear.  Spelet släpptes 1991 av Tengen. Man kan välja spark mellan engelska och japanska.

## Handling
En prinsessa och en pojke förälskar sig i varandra. Plötsligt dyker den elake trollkarlen Popil upp, och för henne till skogen. Pojken måste återfinna prinsessan. Då spelet är avklarat visar det sig att Popil kidnappade prinsessan eftersom han var svartsjuk.

### Fotnoter
1. ↑  ”Popils” (på engelska). Mobygames. http://www.mobygames.com/game/game-gear/magical-puzzle-popils. Läst 7 juni 2014.